# Décennie 1930 aux échecs
 Chronologie des échecs - décennie 1930-1939

## Année 1930

### Événements majeurs
- La 3e olympiade à Hambourg voit la victoire de la Pologne devant la Hongrie et l’Allemagne

### Tournois et opens
- San Remo : victoire écrasante d’Alexandre Alekhine 14/15 devant Aaron Nimzovitch 10,5,/15 Akiba Rubinstein 10/15 et Efim Bogoljubov 9,5/15

### Championnats nationaux
- Amédée Gibaud obtient son troisième titre de champion de France

### Décès
- Isidor Gunsberg

## Année 1931

### Événements majeurs
- La 4e olympiade à Prague revient aux États-Unis devant la Pologne

### Tournois et opens
- Tournoi de Bled : victoire d’Alekhine 20,5/26 qui devance Bogoljubov de 5,5 points

### Championnats nationaux
- André Muffang devient champion de France
- Mikhaïl Botvinnik remporte à 20 ans son premier championnat d’URSS

## Année 1932

### Tournois et opens
- Tournoi de Londres : victoire d’Alekhine 9/11 devant Salo Flohr
- Tournoi de Berlin : victoire d’Alekhine 12,5/15

### Championnats nationaux
- La Baule : Maurice Raizman remporte son premier championnat de France

### Décès
- Frederick Yates, ancien champion de Grande-Bretagne
- Edgar Colle, ancien champion belge décède à 35 ans

## Année 1933

### Événements majeurs
- La 5e olympiade a lieu à Folkestone en Angleterre et voit la victoire des États-Unis

### Championnats nationaux
- À Paris Victor Kahn devient champion de France
- Botvinnik remporte le 8e championnat d’URSS

### Divers
- Isaac Kashdan publie le premier numéro de la revue Chess Review, la plus lue sur les échecs aux États-Unis, qui s'unira en 1969 avec le magazine Chess Life pour donner Chess Life & Review.

## Année 1934

### Événements majeurs
- Championnat du monde en Allemagne : Alekhine conserve son titre en battant largement Bogoljubov (15,5 contre 10,5)

### Tournois et opens
- Tournoi de Zurich (jubilé) : victoire d’Alekhine 13/15 devant Flohr et Euwe 12/15

### Divers
- Parution du Bréviaire des échecs de Xavier Tartakover

### Décès
- Siegbert Tarrasch décède à Munich

## Année 1935

### Événements majeurs
- Pays-Bas : à la surprise générale, Max Euwe défait Alekhine (15,5 contre 14,5) et devient le nouveau champion du monde
- La 6e olympiade à Varsovie voit la victoire pour la troisième fois consécutive des États-Unis

### Tournois et opens
- Tournoi de Moscou : victoire ex-aequo de Botvinnik et Flohr 13/19 devant Emanuel Lasker 12,5/19 et José Raul Capablanca 12/19

### Championnats nationaux
- László Szabó est champion de Hongrie à 18 ans

### Décès
- Aaron Nimzovitch décède de pneumonie à Copenhague
- Jackson Showalter

## Année 1936

### Tournois et opens
- Tournoi de Nottingham :  victoire de Capablanca et Botvinnik 10/14 devant Fine, Samuel Reshevsky et Euwe
- Tournoi de Moscou : victoire de Capablanca 13/18 devant Botvinnik 12/18
- Tournoi de Munich par équipe nationale (Olympiade d'échecs officieuse) : victoire de la Hongrie

### Championnats nationaux
- Reshevsky remporte son premier championnat des États-Unis

### Divers
- Aux JO de Berlin, le tournoi d’échecs par équipe nationale n’est pas reconnu par la FIDE

### Décès
- Karel Traxler

## Année 1937

### Événements majeurs
- Alekhine reprend son titre de champion du monde lors du match revanche qui se déroule aux Pays-Bas en écrasant Euwe 15,5 contre 9,5
- La 7e olympiade a lieu à Stockholm.

## Année 1938

### Tournois et opens
- Tournoi AVRO : victoire conjointe de Paul Kérès et Reuben Fine 8,5/14 devant Botvinnik 7,5/14. Ce tournoi devait désigner le futur challenger d’Alekhine

## Année 1939

### Événements majeurs
- La 8e olympiade a lieu à Buenos-Aires. L’Allemagne, renforcée de joueurs autrichiens  remporte la première place. De très nombreux joueurs, tels Miguel Najdorf, décident de ne pas retourner en Europe.

### Tournois et opens
- Tournoi international de Paris : victoire de Nicolas Rossolimo 11,5/14 devant Xavier Tartakover.